# یاماها آر-۱۵
یاماها آر-۱۵ (به انگلیسی: Yamaha YZF-R15) یک موتورسیکلت ژاپنی در کلاس موتور اسپرت با انجین ۱۴۹ سی‌سی تک‌سیلندر چهارزمانه، چهار سوپاپ و قدرت ۱۶ اسب بخار است.
این موتورسیکلت از سال ۲۰۰۸ تا اکنون در ۴ نسل در اندونزی و هند در حال تولید است.

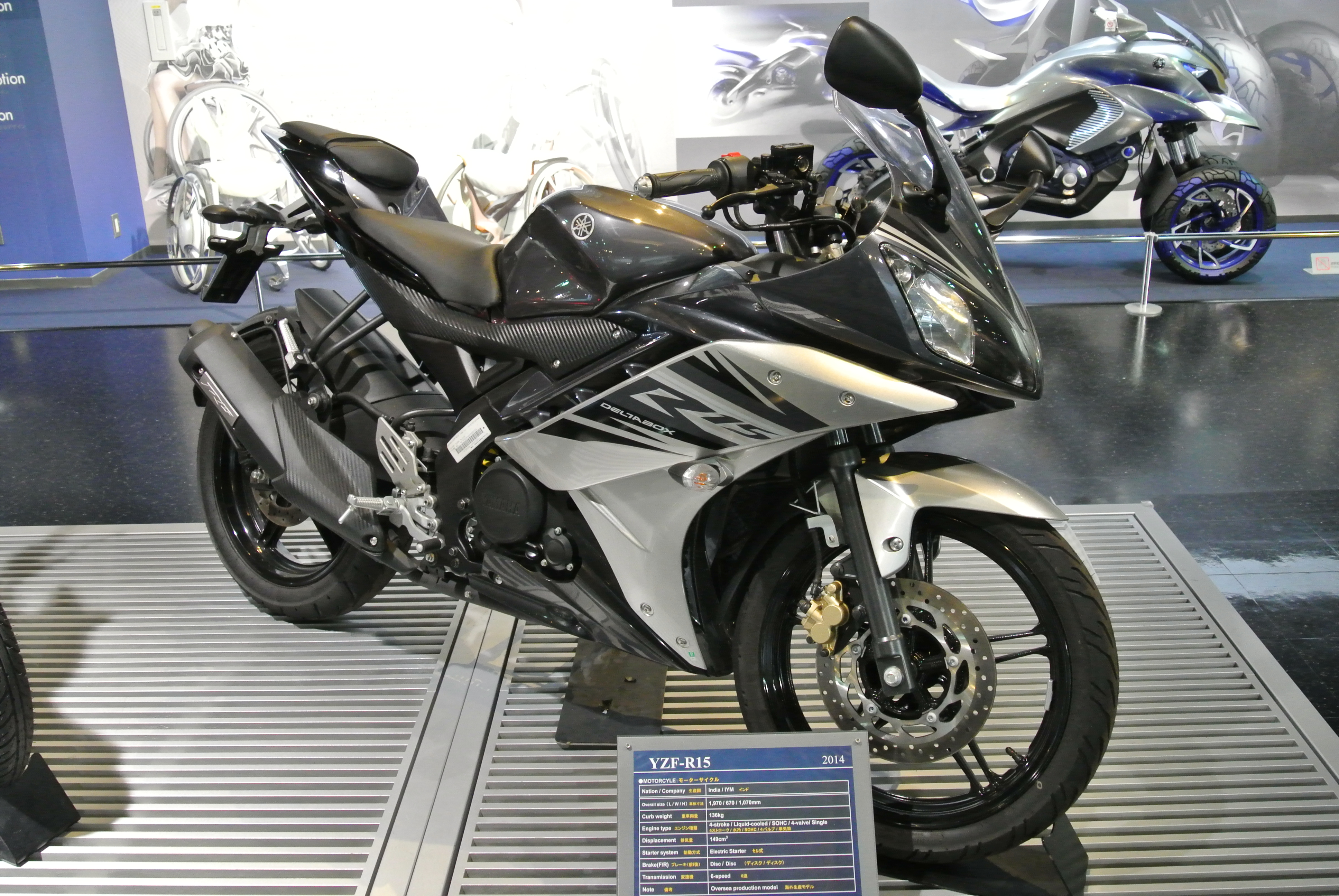
نسل دوم یاماها آر-۱۵

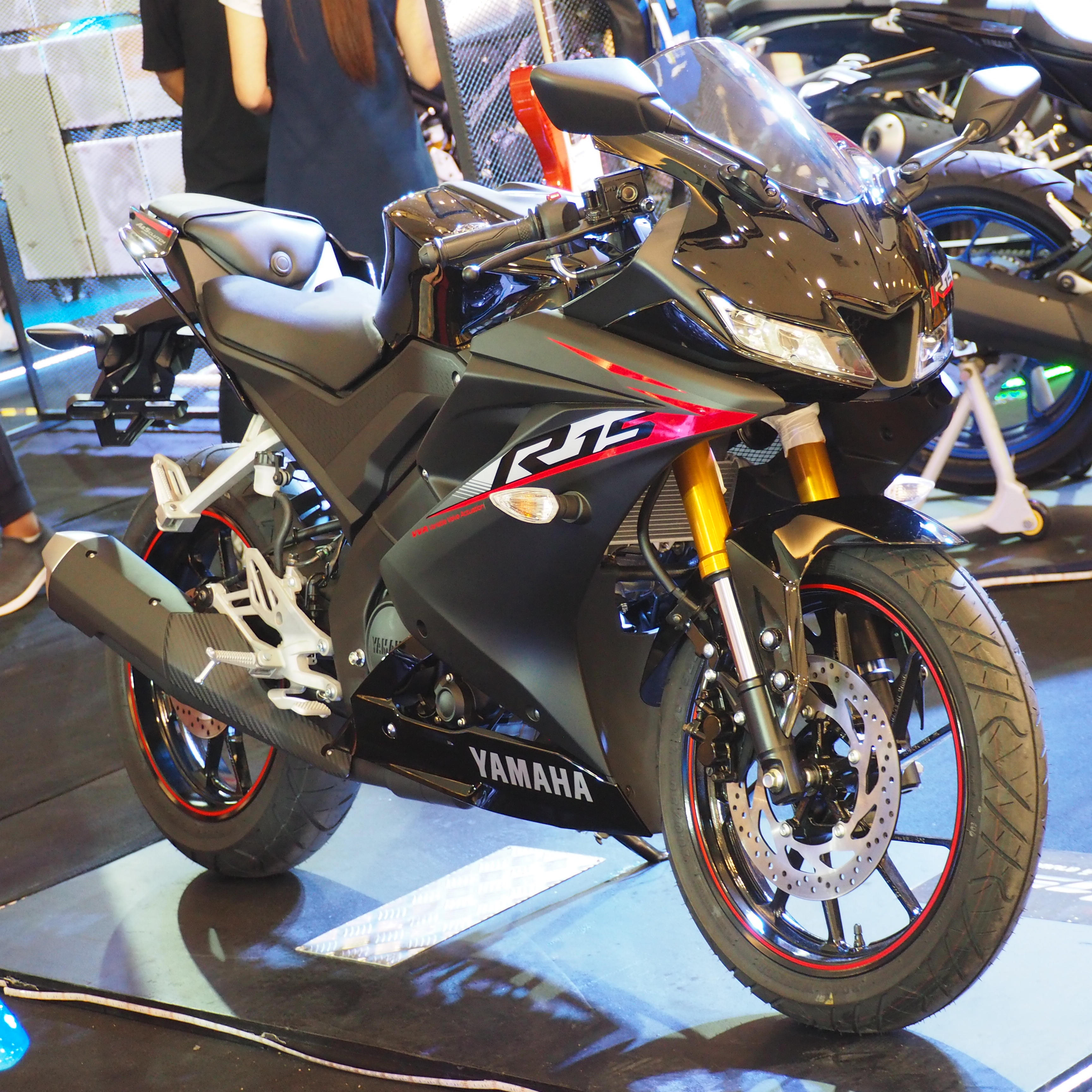
نسل سوم یاماها آر-۱۵